# Ichthiacris californica
Ichthiacris californica är en insektsart som beskrevs av Bolívar, I. 1905. Ichthiacris californica ingår i släktet Ichthiacris och familjen Pyrgomorphidae. Inga underarter finns listade i Catalogue of Life.